# Lycosa nigrotaeniata
Lycosa nigrotaeniata este o specie de păianjeni din genul Lycosa, familia Lycosidae, descrisă de Mello-leitao, 1941.
Este endemică în Columbia. Conform Catalogue of Life specia Lycosa nigrotaeniata nu are subspecii cunoscute.